# Лутсу (Валґа)
Лу́тсу (ест. Lutsu küla) — село в Естонії, у волості Валґа повіту Валґамаа.

## Населення
Чисельність населення на 31 грудня 2011 року становила 22 особи.

## Історія
До 22 жовтня 2017 року село входило до складу волості Тагева.